# أليسيو مانزوني
أليسيو مانزوني (بالإيطالية: Alessio Manzoni)‏ (مواليد 10 أبريل 1987 في كريما - إيطاليا) لاعب كرة قدم إيطالي يلعب حاليا لصالح نادي الدرجة الأولى بارما الإيطالي منذ 2009 في مركز الجناح الأيمن.